# 3308 Ferreri
3308 Ferreri eller 1981 EP är en asteroid i huvudbältet som upptäcktes den 1 mars 1981 av den belgiske astronomen Henri Debehogne och den italienska astronomen Giovanni de Sanctis vid La Silla-observatoriet. Den är uppkallad efter den italienske astronomen Walter Ferreri.
Asteroiden har en diameter på ungefär 12 kilometer.